# Stef Blok

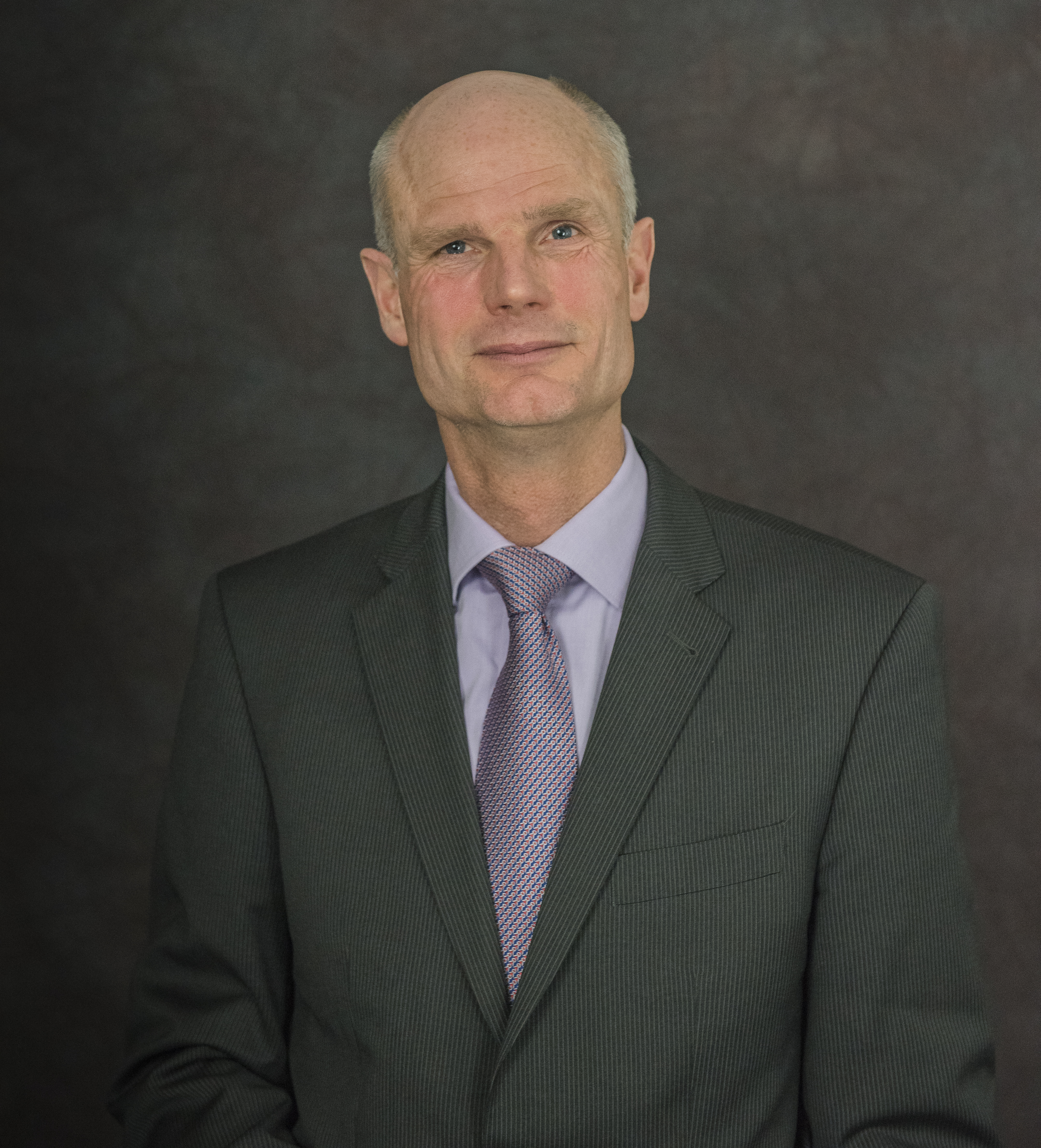
Stef Blok (2018)

Stephanus Abraham „Stef“ Blok (* 10. Dezember 1964 in Emmeloord, Provinz Flevoland) ist ein niederländischer Politiker der Volkspartij voor Vrijheid en Democratie (VVD). Von März 2018 bis Mai 2021 war er Außenminister im Kabinett Rutte III. Anschließend war er bis Januar 2022 Minister für Wirtschaft und Klima.

## Leben

### Studium und Bankmanager
Blok besuchte nach der Grundschule zwischen 1977 und 1983 das Städtische Gymnasium in Leiden und begann danach 1983 ein Studium der Verwaltungswissenschaft an der Reichsuniversität Groningen, das er 1988 abschloss. Während dieser Zeit war er zwischen 1987 und 1988 Werkstudent bei der Geschäftsbank Société Générale in Paris.
Nach Abschluss des Studiums war er von 1988 bis 1989 Management-Trainee bei der Algemene Bank Nederland (ABN) sowie danach zwischen 1989 und 1991 Leiter der ABN-Filiale in Nieuwkoop, ehe er nach der Fusion der ABN mit der AMRO Bank zur ABN AMRO 1992 erst Leitender Manager für Kredite und danach zwischen 1992 und 1995 Sekretär für Kreditanalysen von deren Ausbildungsstätte (Concern Krediet College) war. Zuletzt war er von 1996 bis 1998 Buchhaltungsmanager und Abteilungsleiter für den Bereich Corporate Banking bei der ABN AMRO.

### Abgeordneter, Fraktionsvorsitzender und Minister
Während dieser Zeit begann Blok, der 1988 der Volkspartij voor Vrijheid en Democratie (VVD) als Mitglied beigetreten war, seine politische Laufbahn in der Kommunalpolitik und war zwischen dem 12. April 1994 und dem 14. April 1998 Mitglied des Gemeinderates von Nieuwekoop. Während dieser Zeit war er auch Vorsitzender der VVD-Fraktion im Gemeinderat.
Am 25. August 1998 wurde er als Kandidat der VVD zum Mitglied der Zweiten Kammer der Generalstaaten gewählt und gehörte dieser bis zum 23. Mai 2002 sowie anschließend nach einer kurzen Unterbrechung erneut vom 3. September 2002 bis zum 5. November 2012 an. In dieser Zeit fungierte er von August 2002 bis Oktober 2010 als Schatzmeister der VVD-Fraktion. Bei den Parlamentswahlen 2010 war er Wahlkampfleiter seiner Partei, die mit 20,49 Prozent der Stimmen stärkste Fraktion wurde. Nachdem der bisherige Fraktionsvorsitzende Mark Rutte daraufhin Ministerpräsident wurde, übernahm Blok am 8. Oktober 2010 von diesem die Funktion als Vorsitzender der VVD-Fraktion in der Zweiten Kammer. Diese Funktion bekleidete er bis zum 13. September 2012 und war danach bis zum 1. November 2012 stellvertretender Fraktionsvorsitzender.
Am 5. November 2012 berief Ministerpräsident Rutte Blok als Minister ohne Geschäftsbereich (Minister zonder Portefeuille) in dessen zweites Kabinett und war dort für Wohnen und öffentliche Verwaltung (Minister voor Wonen en Rijksdienst) verantwortlich. Nach dem Rücktritt von Ivo Opstelten am 9. März 2015 nahm er zwischen dem 10. und dem 20. März 2015 auch kommissarisch das Amt des Ministers für Sicherheit und Justiz (Minister van Veiligheid en Justitie) wahr, ehe Ard van der Steur in dieses Amt berufen wurde. Nach dem Rücktritt von Minister Ard van der Steur (VVD) wegen einer Justizaffäre um Millionenzahlungen an einen Drogendealer übernahm Blok am 27. Januar 2017 dessen Amt als Minister für Sicherheit und Justiz. Er blieb Minister bis den 26. Oktober 2017.
Seit dem 7. März 2018 bis 25. Mai 2021 war er Außenminister im Kabinett Rutte III, als Nachfolger von Halbe Zijlstra. Anschließend war er bis 10. Januar 2022 als Nachfolger von Bas van 't Wout Minister für Wirtschaft und Klima.